# IMAM Ro.51
El IMAM Ro.51 fue un avión de caza italiano que voló por primera vez en 1937. Fue diseñado para presentarse al concurso de 1936 por un nuevo caza para la Regia Aeronautica, en el que se involucraron prácticamente todos los constructores italianos.

## Diseño
El avión, diseñado por el ingeniero Galasso, era un caza monoplano monoplaza, de construcción mixta (las alas estaban hechas de madera) y con tren de aterrizaje inicialmente fijo.
El motor era estándar para esta generación de cazas, un radial Fiat A.74 RC 38 de 840 cv, dotado de una capota tipo NACA y moviendo una hélice tripala.
El tren de aterrizaje fijo hacía que la velocidad máxima fuera de solo 467 km/h. Estaba armado con dos ametralladoras Breda-SAFAT de 12,7 mm.

## Desarrollo
En junio de 1938 fue probado el primer prototipo (matrícula MM.338), equipado inicialmente con una cola muy pequeña, encontrándose que era inferior al Macchi C.200 y al Fiat G.50. En general, era un avión pobre. Las pruebas para rediseñar el ala llegaron demasiado tarde y no se realizaron pedidos.
El segundo prototipo, Ro.51/1 (matrícula MM.339), con tren de aterrizaje retráctil y cola agrandada, fue convertido en un hidroavión de caza. Como el Ro.44, tenía un gran flotador central y dos más pequeños bajo las alas. La velocidad máxima se redujo a 430 km/h, pero la autonomía se aumentó a 1200 km.
Desafortunadamente, durante unas pruebas, una de las alas se hundió repentinamente en el agua. El resto del avión la siguió rápidamente, y la pérdida del prototipo significó el final del programa. Aunque las prestaciones eran aparentemente bastante buenas, el proyecto fue, en general, un fracaso, especialmente en los principales aspectos, aunque no era demasiado diferente del Fokker D.XXI. Pero con tantas otras máquinas superiores involucradas, el esperar a que se solucionaran los problemas del Ro.51 no fue una opción aceptable.

## Variantes
Ro.51
Primer prototipo, como avión de caza con tren de aterrizaje fijo.
Ro.51/1
Segundo prototipo, con tren de terrizaje retráctil y cola agrandada, convertido en hidroavión de caza.

## Operadores
Italia
- Regia Aeronautica

## Especificaciones (segundo prototipo)
Referencia datos: The Complete Book of Fighters, Italian Civil and Military Aircraft 1930-1945, airwar.ru : IMAM Ro.51

### Características generales
- Tripulación: Uno (piloto)
- Longitud: 7,5 m (24,5 ft)
- Envergadura: 9,8 m (32,1 ft)
- Altura: 2,7 m (8,9 ft)
- Superficie alar: 16,4 m² (176,5 ft²)
- Peso vacío: 1666 kg (3671,9 lb)
- Peso cargado: 2096 kg (4619,6 lb)
- Planta motriz: 1× motor radial de 14 cilindros refrigerado por aire Fiat A.74 RC 38.
  - Potencia: 618 kW (852 HP; 840 CV)
- Hélices: Tripala metálica de paso variable

### Rendimiento
- Velocidad máxima operativa (Vno): 489 km/h (304 MPH; 264 kt) a 5000 m (16 400 pies)
- Velocidad crucero (Vc): 410 km/h (255 MPH; 221 kt)
- Alcance: 1199 km (647 nmi; 745 mi)
- Techo de vuelo: 9000 m (29 528 ft)
- Velocidad de aterrizaje: 78 km/h
- Tiempo a altitud: 6000 m (19 680 pies) en 7 min

### Armamento
- Ametralladoras: 

  - 2x Breda-SAFAT de 12,7 mm fijas en el morro

## Aeronaves relacionadas

### Aeronaves similares
- Fokker D.XXI
- Nakajima Ki-27

### Secuencias de designación
- Secuencia Ro._ (interna de IMAM): ← Ro.41 - Ro.43 - Ro.44 - Ro.51 - Ro.57 - Ro.58 - Ro.63